# میخلدورف
میخلدورف (به آلمانی: Micheldorf) یک منطقهٔ مسکونی در اتریش است که در ناحیه زنکت فایت آن در گلان واقع شده‌است. میخلدورف ۱٬۱۴۳ نفر جمعیت دارد.